# Gorňak (město v Rusku)
Gorňak (rusky Горняк) je město v Altajském kraji v Ruské federaci. Při sčítání lidu v roce 2010 měl bezmála čtrnáct tisíc obyvatel.

## Poloha a doprava
Město leží ve stepích Západní Sibiře u severozápadních výběžků Altaje jen zhruba kilometr severovýchodně od kazašsko-ruské hranice. Protéká jím  říčka Zolotucha, levý přítok Aleje v povodí Obu. Od Barnaulu, správního střediska kraje, je Gorňak vzdálen přibližně 360 kilometrů jihozápadně.
Přes město prochází mezistátní železniční trať Lokoť–Öskemen–Ridder.

## Dějiny
Od 18. století zde byla vesnice Zolotucha, přičemž od roku 1751 do 19. století zde probíhala těžba rud. Těžba byla obnovena v roce 1939 a z obce se stala hornická osada. V roce 1942 dostala svůj současný název, který je odvozený od ruského označení havíře. V roce 1946 se Gorňak stal sídlem městského typu a od roku 1969 je městem.

## Hospodářství
Probíhá zde těžba rud obsahujících měď, zinek, olovo a cín.